# Autopoliploidia
W genetyce autopoliploidia to mutacja genomowa, rodzaj euploidii, polegająca na zaburzeniu ilości znajdujących się w jądrze komórkowym całych genomów pochodzących od organizmów tego samego gatunku. Autopoliploidia roślin skutkuje często korzystnymi zmianami fenotypowymi i bywa wywoływana umyślnie przez hodowców. Autopoliploidia zwierząt zwykle prowadzi do pogorszenia fenotypu, często jest letalna.